# Palo Alto County
Palo Alto County är ett administrativt område i delstaten Iowa, USA. År 2010 hade countyt 9 421 invånare. Den administrativa huvudorten (county seat) är Emmetsburg. 

## Geografi
Enligt United States Census Bureau så har countyt en total area på 1 475 km². 1 460 km² av den arean är land och 14 km² är vatten.  

### Angränsande countyn
- Emmet County - norr
- Kossuth County - öst
- Pocahontas County - söder
- Clay County - väst